# Guillermo Stábile
Guillermo Stábile (Parque Patricios, Buenos Aires, 17 de gener de 1905 - 27 de desembre de 1966) fou un futbolista i entrenador argentí.
Stábile va jugar a l'Argentina sempre al mateix club, el Club Atlético Huracán de Buenos Aires, amb el qual guanyà diversos campionats, entre ells la lliga amateur argentina. El seu esclat com a futbolista arribà, però, al Campionat del Món de l'Uruguai 1930, on la seva selecció va arribar a la final del torneig, però va perdre 4-2 contra l'Uruguai. Tot i així ell fou el màxim golejador del torneig. Aquest fet el portà a Europa on fitxà pel Genoa Cricket and Football Club. El 1935-36 fitxà pel SSC Napoli i acabà la seva trajectòria com a jugador al Red Star Paris.
Com a entrenador, dirigí diversos equips a Europa i Amèrica. Destacà a la selecció argentina i als clubs CA Huracán i Racing Club.

## Palmarès

### Com a jugador
- 1920 Copa Estímulo (CA Huracán)
- 1921 Finalista de Copa Río de La Plata (Huracán)
- 1921 Lliga Argentina Amateur (Huracán)
- 1922 Copa Dr. Carlos Ibarguren (Huracán)
- 1922 Lliga Argentina Amateur (Huracán)
- 1925 Copa Dr. Carlos Ibarguren (Huracán)
- 1925 Lliga Argentina Amateur (Huracán)
- 1928 Lliga Argentina Amateur (Huracán)
- 1930 Finalista de Copa del Món de Futbol 1930 (Argentina)
- 1939 Ligue 2 de França (Red Star Paris)

### Com a entrenador
- 1941 Copa Amèrica de futbol (Argentina)
- 1945 Copa Amèrica de futbol (Argentina)
- 1946 Copa Amèrica de futbol (Argentina)
- 1947 Copa Amèrica de futbol (Argentina)
- 1949 Campionat argentí de futbol (Racing Club)
- 1950 Campionat argentí de futbol (Racing Club)
- 1951 Campionat argentí de futbol (Racing Club)
- 1955 Copa Amèrica de futbol (Argentina)
- 1957 Copa Amèrica de futbol (Argentina)